# Cantón de La Motte-du-Caire
El cantón de La Motte-du-Caire era una división administrativa francesa que estaba situada en el departamento de Alpes de Alta Provenza y la región de Provenza-Alpes-Costa Azul.

## Composición
El cantón estaba formado por trece comunas:
- Châteaufort
- Clamensane
- Claret
- Curbans
- La Motte-du-Caire
- Le Caire
- Melve
- Nibles
- Sigoyer
- Thèze
- Valavoire
- Valernes
- Vaumeilh

## Supresión del cantón de La Motte-du-Caire
En aplicación del Decreto nº 2014-226 de 24 de febrero de 2014, el cantón de La Motte-du-Caire fue suprimido el 22 de marzo de 2015 y sus 13 comunas pasaron a formar parte del nuevo cantón de Seyne.